# Badogiak
Badogiak (Sedam gromova; Seven Thunders; Badôgiak, Padôgiyik, Petakiyik, Bed-day-yek, Pa-don-gi-ak, Bad8giak, Pedogiic. U jednini glasi Badogi, Badôgi, Badawk, Petak), Sedam gromova je obitelj moćnih duhova oluje kod Indijanaca Penobscot, Abenaki, Maliseet i Passamaquoddy. Prema nekim predajama radi se o sedmorici braće; prema drugima, ima ih čitavo pleme. Oni su žestoki ratnici i grmljavinu izaziva zvuk njihovih bitaka, dok im iz očiju blješte munje. Kao i drugi vremenski duhovi kod Abenaka, Sedam gromova se povezuje s pticama, ali se obično pojavljuju u ljudskom obliku (obično kao ljudi s ptičjim krilima, ponekad s dugom zlatnom kosom), a u mnogim pričama njihov klan sklapa brakove s Indijancima.